# 농심데이타시스템
주식회사 엔디에스(NDS; Nongshim Data System)는 대한민국의 기업이다. 농심그룹의 IT 회사로, 1993년 1월 설립되었다.